# Goeldichironomus petiolicola
Goeldichironomus petiolicola är en tvåvingeart som beskrevs av Trivinho-strixino och Strixino 2005. Goeldichironomus petiolicola ingår i släktet Goeldichironomus och familjen fjädermyggor. Inga underarter finns listade i Catalogue of Life.